# Penyes d'Alaior
Les Penyes d'Alaior és un sector de la costa del municipi d'Alaior, caracteritzat per l'alçada dels penya-segats, entre les platges de son Bou i Cales Coves. El caràcter calcari del massís permet l'existència d'avencs i coves, algunes de les quals tenen entrada per la mar i han tingut ús humà des de temps prehistòrics. Entre els penya-segats hi ha les cales de Llucalcari, la cala de Sant Llorenç i la cala en Porter.

## Flora i fauna
L'aigua d'aquesta costa és molt pura, és molt fàcil veure-hi peixos multicolors, crancs i fins i tot pops. En algunes èpoques de l'any, la sorra està coberta d'algues mortes dipositades per la mar, això no és sinó un indicador de la salut del fons marí.

## Amenaces
La costa té pressió en forma de navegació de lleure amb la contaminació acústica i la destrucció del fons marí que comporta. La seguretat dels banyistes també està amenaçada per la navegació per indrets no autoritzats. Les embarcacions desguassen aigua negra i escombraria a distàncies a la costa inferior a la permesa.